# Picralima nitida
Espèce
Synonymes
- Picralima klaineana Pierre[1],[2]
- Picralima macrocarpa A.Chev.[1]
- Tabernaemontana nitida Stapf[1]

Picralima nitida est une espèce de plantes à fleurs du genre Picralima dans la famille des Apocynaceae originaire d'Afrique de l'Ouest. Le nom commun est Akuamma, Obéra, demouain a gros fruits et ebam. L’espèce contient l’alcaloïde et la substance opiacée akuammine. La plante possède aussi d'autres propriétés médicinales potentielles.

## Description
Picralima nitida est un arbre d'une hauteur très variable, mais ne dépassant pas 35 m. Le tronc avec l’écorce gris-noir ou brune est d’environ 60 cm de diamètre.
Les feuilles de cette espèce, contenant du suc laiteux, sont simples et alternes, d’une forme elliptique et avec une largeur de jusqu’à 26 cm. Les fleurs bisexuelles sont blanches et petits, arrangées radiaires-symétriques et principalement à la pousse terminale. La corolle a un tube de 25-45 mm, qui est pubescente à l’intérieur. L’ovaire est supérieur.
Arrivés à maturité, les fruits sont d’une couleur verte, jaune ou orange. Ils sont composés de deux follicules et sont longs de jusqu’à 20 cm. À l'intérieur se trouvent beaucoup de graines ovoïdes avec une longueur de jusqu’à 4 cm et une couleur brune ou orange,.

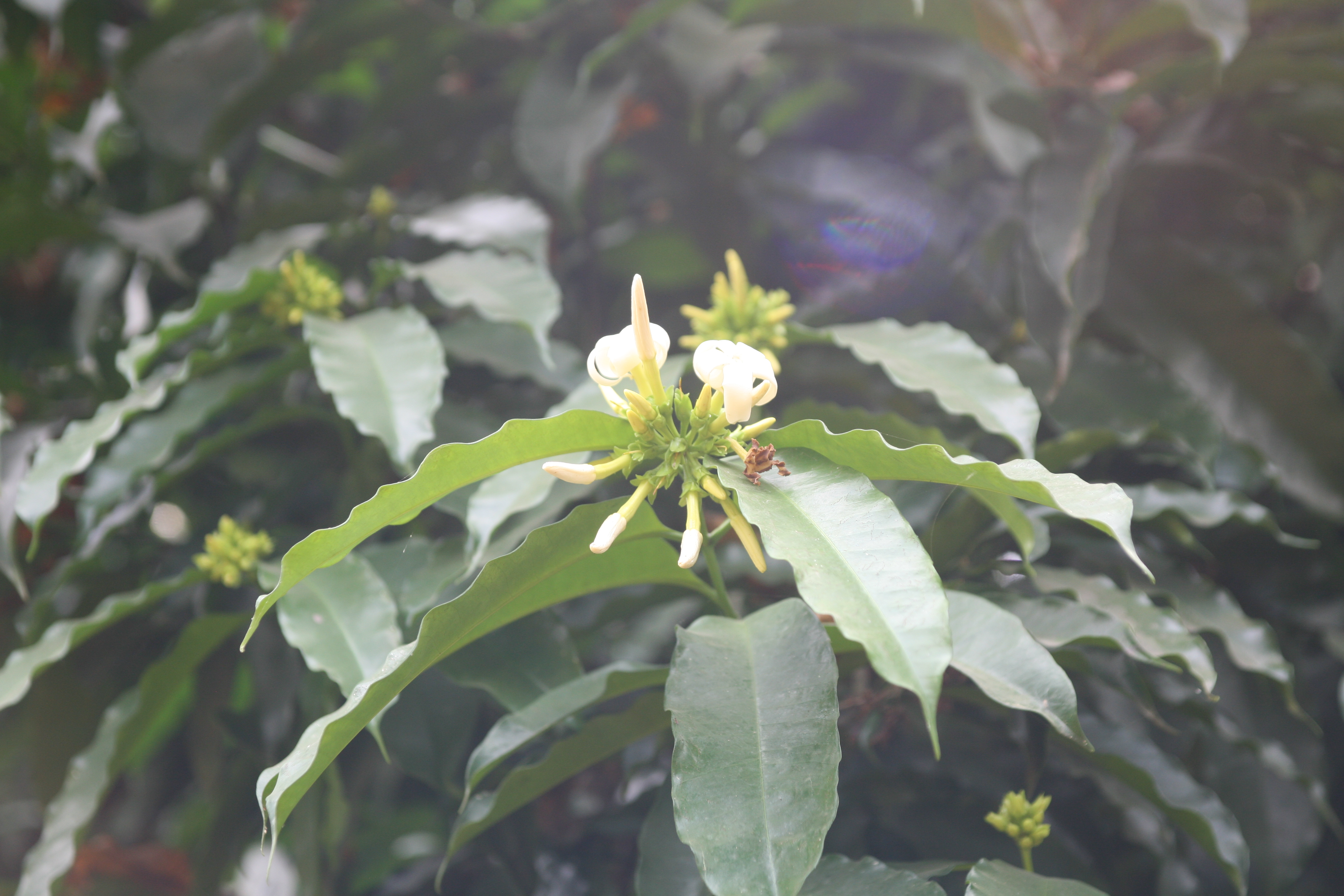
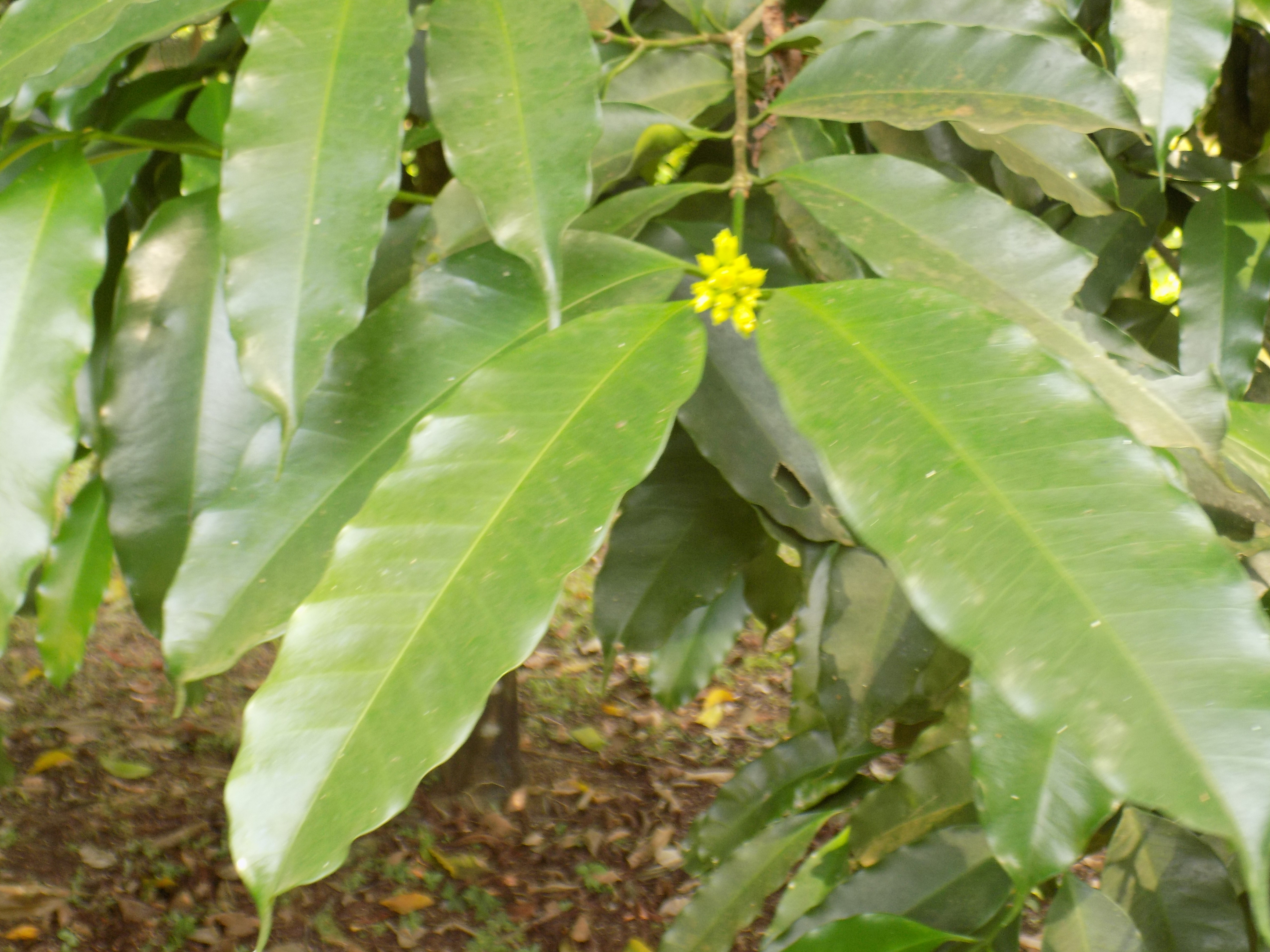
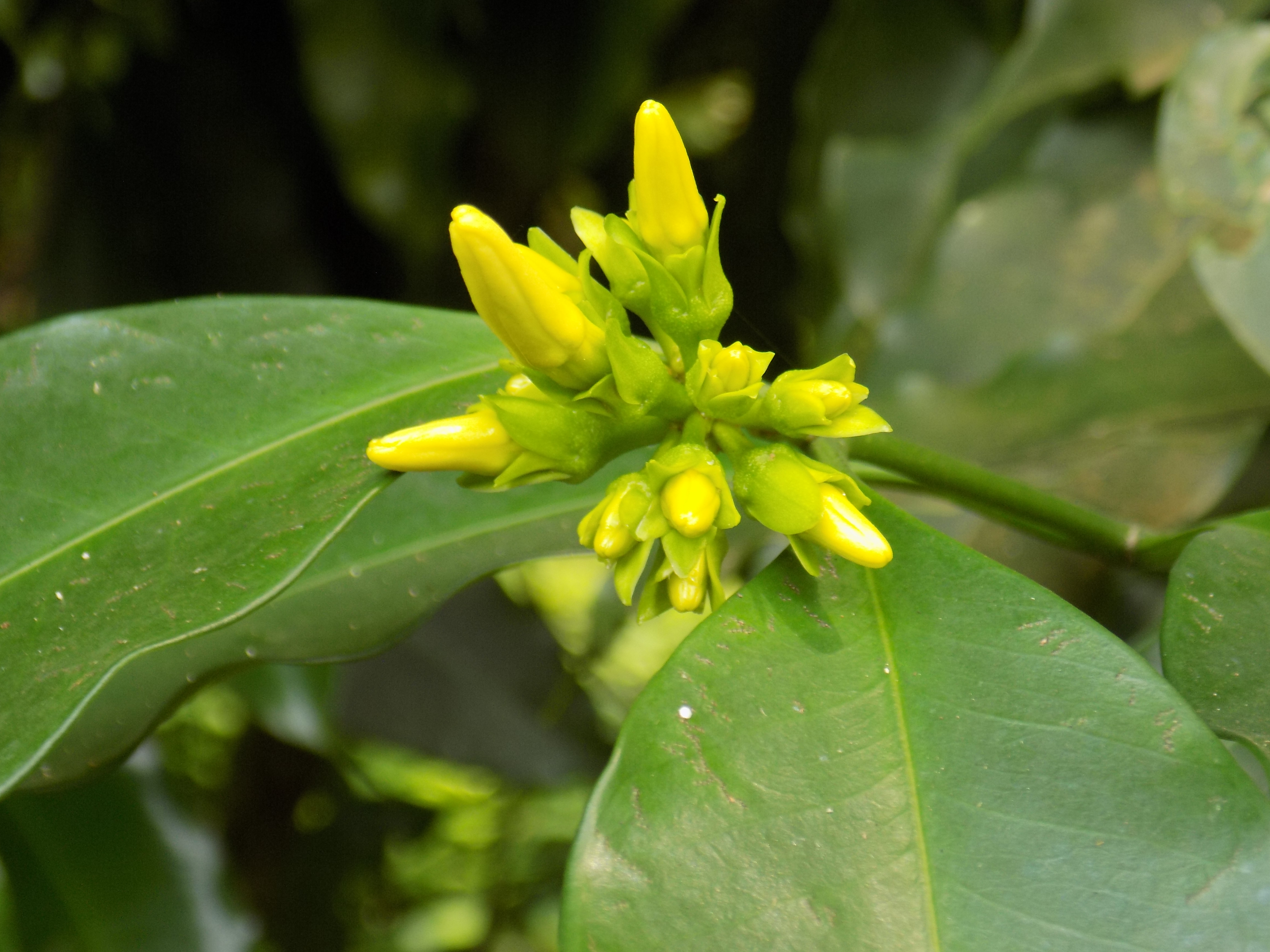

## Reproduction
La dissémination de ses graines est facilitée par les éléphants, celles-ci étant capables de germer dans les excréments d'éléphant.

## Distribution
Picralima nitida est une espèce de l’Afrique occidentale trouvée dans les forêts tropicales humides jusqu’à 900 m d'altitude comme espèce du sous-étage.

## Usages
L’écorce, les racines et les graines de Picralima nitida sont réputées comme médicaments fébrifuges, contre le paludisme, les douleurs, les vers intestinaux et les problèmes de l’estomac et du thorax. D'autres effets ont également été observés dans ces pays. Par exemple au Ghana, une décoction de graines est utilisée comme lavement et au Cameroun un bouillon des fruits est bu contre la toux et le typhus.
Les racines, les graines et les fruits pulvérisés servent comme ingrédients pour le poison des flèches. Les fruits immatures sont écrasés et utilisés comme poison pour les poissons dans l’eau au Ghana et la République démocratique du Congo.
Le bois de Picralima nitida est appelé ebam dans le commerce. Il est utilisé pour la production de petits ustensiles comme des pagaies, des peignes ou des mortiers. La peau dure des fruits est utilisée pour la fabrication des cuillères et des louches.
Dans le commerce international des capsules avec de la poudre séchées de Picralima nitida sont vendues sous le nom Picap capsules comme médicament contre la diarrhée et les douleurs. Au Cameroun, les graines, l’écorce et les fruits sont vendus fréquemment sur les marchés locaux.

## Présence des alcaloïdes
L’écorce des troncs, les fruits et surtout les graines contiennent les alcaloïdes indoles, akuammine, akuammicine, akuammidine, akuammiline, alstonine, pseudo-akuammigine, picraline et quelques autres avec une variété d'effets bénéfiques. Plusieurs de ces alcaloïdes ont un effet sympathomimétique (par exemple akuammine) et sympatholytique (akuammigine). Les effets de l’akuammine peuvent être comparés avec la cocaïne, tandis qu'on a observé que l’alstonine avait des effets contre la schizophrénie. Beaucoup des effets ne sont pas encore évaluées suffisamment, donc il y a un besoin de plus de recherche. Ceci concerne aussi l’effet antalgique et le potentiel de déclencher une toxicomanie .